# Festivali i Këngës 45
Festivali i Këngës 45 var den 45:e upplagan av musiktävlingen Festivali i Këngës. Den ägde rum mellan den 21 och 23 december 2006 i Pallati i Kongreseve i Tirana. Detta år hölls två semifinaler (21 och 22 december) samt en final den 23 december. Slutligen stod paret Frederik & Aida Ndoci som segrare med låten "Balada e gurit". Två slutade Rosela Gjylbegu med "Pa ty, pa mua" och trea slutade Mariza Ikonomi med "Ku është dashuria". Detta år använde man sig enbart av juryröster från de sju jurymedlemmarna.

## Juryn
Juryn bestod detta år av sju medlemmar:
- Professorn Shpëtim Kushta
- Kompositören/professorn Nora Çashku
- Pianisten Peter Schmid
- Kompositören Valton Beqiri
- Kompositören Vojsava Nelo
- Författaren Flamur Shehu
- Kompositören/sångaren Sherif Merdani

## Semifinaler

### Semifinal 1
| Nr | Artist                      | Låt                     | Finalist |
| -- | --------------------------- | ----------------------- | -------- |
| 1  | Kujtim Prodani              | Kjo është jeta          | Ja       |
| 2  | Ervin Bushati               | Hajde                   | Nej      |
| 3  | Sonila Mara                 | Do të shkruaj një letër | Nej      |
| 4  | Arbër Arapi                 | Në fund të botës        | Ja       |
| 5  | Hersiana Matmuja            | Ah jetë, oh jetë        | Ja       |
| 6  | Saimir Çili                 | Të jetosh               | Nej      |
| 7  | Sajmir Braho                | Mik i dhimbjes          | Ja       |
| 8  | Amarda Arkaxhiu             | Por Ti Mos Trego        | Ja       |
| 9  | Joe Artid Fejzo             | Vallë përse             | Nej      |
| 10 | Rovena Stefa                | Ti më do                | Nej      |
| 11 | Erion Korini                | Falja do shpirt         | Nej      |
| 12 | Andi Kongo                  | Siluetë                 | Nej      |
| 13 | Frederik Ndoci & Aida Ndoci | Balada e gurit          | Ja       |
| 14 | Sfinks                      | Mos perëndo             | Nej      |
| 15 | Mariza Ikonomi              | Ku është dashuria       | Ja       |

### Semifinal 2
| Nr | Artist                          | Låt                     | Finalist |
| -- | ------------------------------- | ----------------------- | -------- |
| 1  | Edmond Mancaku                  | Ne apo kjo kohë         | Nej      |
| 2  | Silva Gunbardhi                 | Dua të jem              | Nej      |
| 3  | Besiana Mehmeti & Mustafa Ymeri | Kepi i shpresës së mirë | Ja       |
| 4  | Gerta Tafa                      | Blozë e bardhë          | Nej      |
| 5  | Samanta Karavello               | Ylli im polar           | Nej      |
| 6  | Evans Rama                      | Nata e fundit           | Nej      |
| 7  | Alban Skënderaj                 | Eklips                  | Ja       |
| 8  | Eliza Hoxha                     | Hajde sonte             | Ja       |
| 9  | Greta Koçi                      | Eja zemër               | Ja       |
| 10 | Tonin Marku                     | Ëndrra ime              | Ja       |
| 11 | Rosela Gjylbegu                 | Pa ty, pa mua           | Ja       |
| 12 | Mateus Frroku                   | Trill i një nate        | Nej      |
| 13 | Evis Mula                       | Rrëfim në mesnatë       | Ja       |
| 14 | Jonida Maliqi                   | Pa identitet            | Ja       |
| 15 | Voltan Prodani & Alfred Habibi  | Jemi kaq të largët      | Nej      |
| 16 | Albërie Hadërgjonaj             | Të dua zemër ty të dua  | Ja       |

## Final
| Nr | Artist                          | Låt                     | Plats | Poäng | S. Kushta | N. Çashku | V. Beqiri | P. Schmid | V. Nelo | F. Shehu | S. Merdani |
| -- | ------------------------------- | ----------------------- | ----- | ----- | --------- | --------- | --------- | --------- | ------- | -------- | ---------- |
| 1  | Albërie Hadërgjonaj             | Të dua zemër ty të dua  | 11    | 10    | 0         | 0         | 2         | 2         | 0       | 4        | 2          |
| 2  | Hersiana Matmuja                | Ah jetë, oh jetë        | 10    | 11    | 0         | 5         | 0         | 0         | 0       | 1        | 5          |
| 3  | Mariza Ikonomi                  | Ku është dashuria       | 3     | 49    | 12        | 7         | 4         | 4         | 8       | 8        | 6          |
| 4  | Arbër Arapi                     | Në fund të botës        | 9     | 14    | 4         | 6         | 0         | 1         | 3       | 0        | 0          |
| 5  | Alban Skënderaj                 | Eklips                  | 7     | 37    | 0         | 1         | 5         | 7         | 12      | 9        | 3          |
| 6  | Eliza Hoxha                     | Hajde sonte             | 12    | 10    | 0         | 4         | 3         | 3         | 0       | 0        | 0          |
| 7  | Amarda Arkaxhiu                 | Por ti mos trego        | 4     | 48    | 9         | 3         | 9         | 8         | 5       | 5        | 9          |
| 8  | Evis Mula                       | Rrëfim në mesnatë       | 6     | 39    | 8         | 9         | 1         | 0         | 6       | 7        | 8          |
| 9  | Greta Koçi                      | Eja zemër               | 5     | 40    | 2         | 0         | 7         | 12        | 0       | 12       | 7          |
| 10 | Kujtim Prodani                  | Kjo është jeta          | 14    | 4     | 3         | 0         | 0         | 0         | 1       | 0        | 0          |
| 11 | Jonida Maliqi                   | Pa identitet            | 8     | 21    | 0         | 2         | 6         | 6         | 4       | 2        | 1          |
| 12 | Rosela Gjylbegu                 | Pa ty, pa mua           | 2     | 52    | 7         | 8         | 12        | 9         | 9       | 3        | 4          |
| 13 | Sajmir Braho                    | Mik i dhimbjes          | 13    | 6     | 6         | 0         | 0         | 0         | 0       | 0        | 0          |
| 14 | Besiana Mehmeti & Mustafa Ymeri | Kepi i shpresës së mirë | 15    | 3     | 1         | 0         | 0         | 0         | 2       | 0        | 0          |
| 15 | Frederik Ndoci & Aida Ndoci     | Balada e gurit          | 1     | 55    | 5         | 12        | 8         | 5         | 7       | 6        | 12         |
| 16 | Tonin Marku                     | Ëndrra ime              | 16    | 0     | 0         | 0         | 0         | 0         | 0       | 0        | 0          |